# Iyabo Obasanjo
Pour les articles homonymes, voir Obasanjo.
Iyabo Obasanjo est une femme politique nigériane née le 27 avril 1967. Elle est la fille de l'ancien président nigérian Olusegun Obasanjo. Elle est jusqu'en mai 2011 la sénatrice d'Ogun central dans l'état d'Ogun.

## Biographie
Obasanjo a commencé son cursus scolaire à la Corona School à Victoria Island, à Lagos puis à  la Capital School à Kaduna et enfin au Queen's College à Lagos. Elle est titulaire d'un diplôme de médecine vétérinaire à l'université d'Ibadan en 1988, d'une maîtrise en épidémiologie à l'université de Californie à Davis aux États-Unis en 1990, et d'un doctorat sur le même sujet à l'université Cornell, à Ithaca à New York en 1994.

## Carrière académique
Elle travaille dans la recherche clinique aux États-Unis avant de retourner au Nigeria en 2003. Elle est membre de la Havard's Advanced Leadership Initiative. Elle est professeure assistant au College of William & Mary au département des sciences de la santé.

## Carrière politique
Avant son élection sénatoriale, Obasanjo a occupé le poste de commissaire à la santé de l'État d'Ogun. Elle est élue sénatrice nigériane représentant le district sénatorial central de l'État d'Ogun en avril 2007. En 2011, elle se représente à sa propre réélection sous les couleurs du parti démocratique populaire mais est battue par Olugbenga Onaolapo Obadara (en) du Congrès d'action du Nigéria.

## Tentative d'assassinat
En avril 2003, le jour des élections générales, sa voiture est la cible de tirs sur Ifo Road dans l'État d'Ogun. Bien qu'elle ne soit pas dans la voiture, trois adultes et deux enfants qui s'y trouvaient sont morts. Les auteurs de l'attentat n'ont jamais été retrouvés,.

## Publications
Iyabo Obasanjo a coécrit :
- MT Olowonyo et MA Adekanmbi and Iyabo Obasanjo-Bello, « Findings on the Use of Antenatal Facilities in Ogun State », Nigerian Medical Practitioner, vol. 45, no 5,‎ 2004, p. 68–71 (lire en ligne)
- MT Olowonyo et S Oshin and Iyabo Obasanjo-Bello, « Some factors associated with low birthweight in Ogun State, Nigeria », Nigerian Medical Practitioner, vol. 49, no 6,‎ 2006, p. 154–157 (DOI 10.4314/nmp.v49i6.28823, lire en ligne)[10]